# Walter Moehrs
Walter Moehrs (* 5. März 1886 in Königsberg (Ostpreußen); † 1978) war ein deutscher Jurist.  Er war Präsident der Oberlandesgerichte in Königsberg und Frankfurt am Main.

## Werdegang
Nach dem Abitur studierte Moehrs in seiner Heimatstadt Rechtswissenschaft. Er bestand 1908 das Referendarsexamen „mit Auszeichnungen“. Nach dem Assessorexamen in Berlin 1913 war er als Richter auf Probe tätig. Am 1. August 1915 wurde er Amtsgerichtsrat in Ragnit, wegen des Kriegs konnte er die Stelle aber erst im Jahr 1919 antreten. 1921 wurde er Landgerichtsrat in Tilsit und 1923 Hilfsrichter am Oberlandesgericht Königsberg. Einem Gesuch auf Übernahme als Oberlandesgerichtsrat wurde nicht stattgegeben, da Moers als zu jung erschien. 1925 wurde er in das Justizministerium abgeordnet, im Juni 1929 zum Ministerialrat und mit Wirkung vom 27. November 1931 zum Präsidenten des Oberlandesgerichts Königsberg ernannt. Als Mitglied der Sozialdemokratischen Partei und des Republikanischen Richterbundes verlor er nach der Machtergreifung der Nationalsozialisten im April 1933 die Präsidentenstelle in Königsberg, jedoch wurde ihm durch den Staatssekretär im Preußischen Justizministerium Roland Freisler eine Senatspräsidentenstelle in Frankfurt am Main angeboten, die Moehrs am 1. Juli 1933 antrat. Später wurde Moehrs zur Staatsanwaltschaft abgeordnet.
Nach dem Zweiten Weltkrieg wurde er bei der Errichtung des Oberlandesgerichts Frankfurt am Main am 8. März 1946 erster Oberlandesgerichtspräsident. Vereidigt wurde er durch den Leiter der amerikanischen Militärregierung in Groß-Hessen, Oberst James R. Newman. Moehrs amtierte bis 1948. Sein Nachfolger wurde Philipp Daltrop. Er war seit 1915 mit Elke Moehrs (geb. Wolff) verheiratet.